# Chaetodon guttatissimus
Chaetodon guttatissimus är en fiskart som beskrevs av Bennett, 1833. Chaetodon guttatissimus ingår i släktet Chaetodon och familjen Chaetodontidae. IUCN kategoriserar arten globalt som livskraftig. Inga underarter finns listade i Catalogue of Life.